# Clas Ohlson

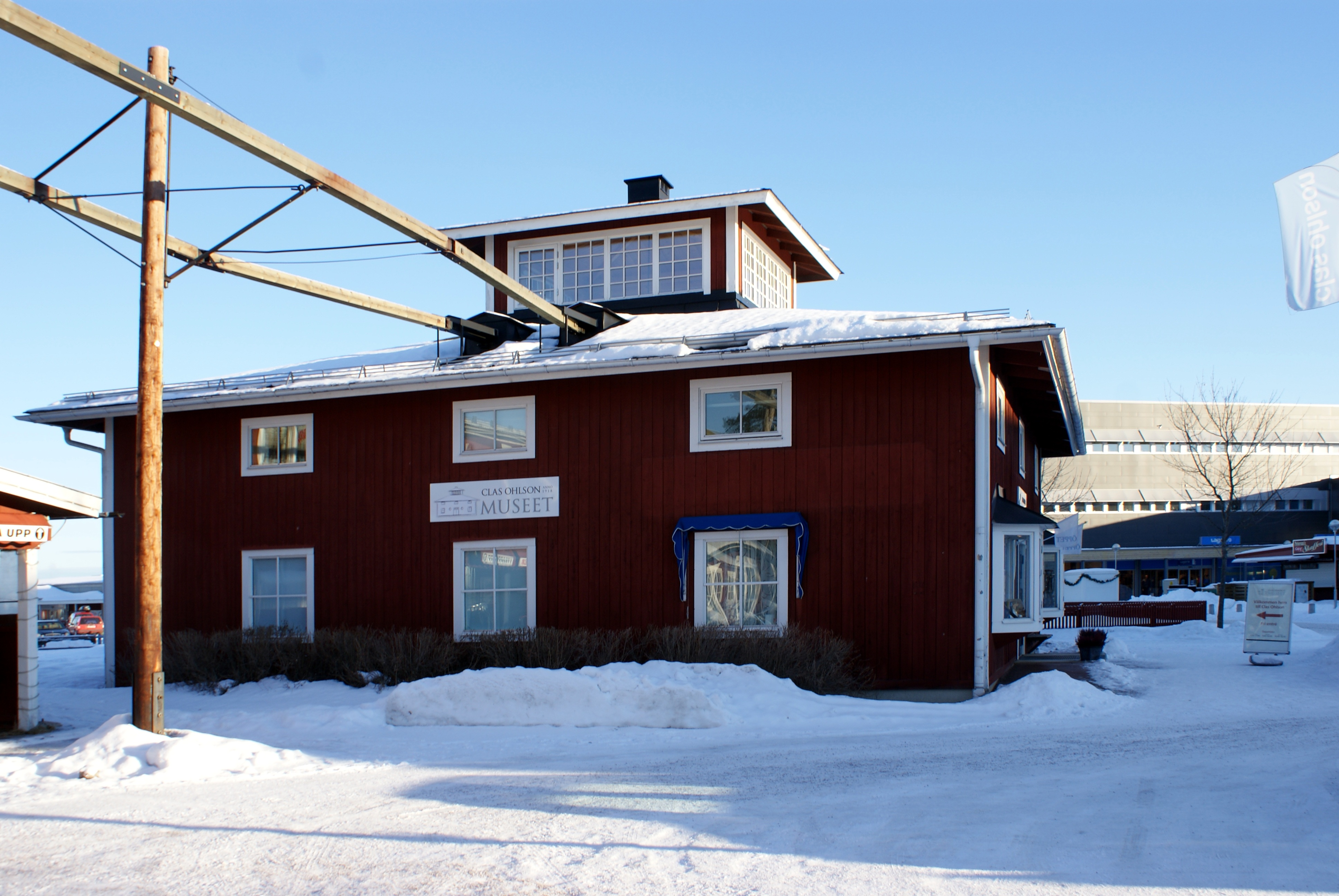
Clas Ohlson-museet i Insjön.

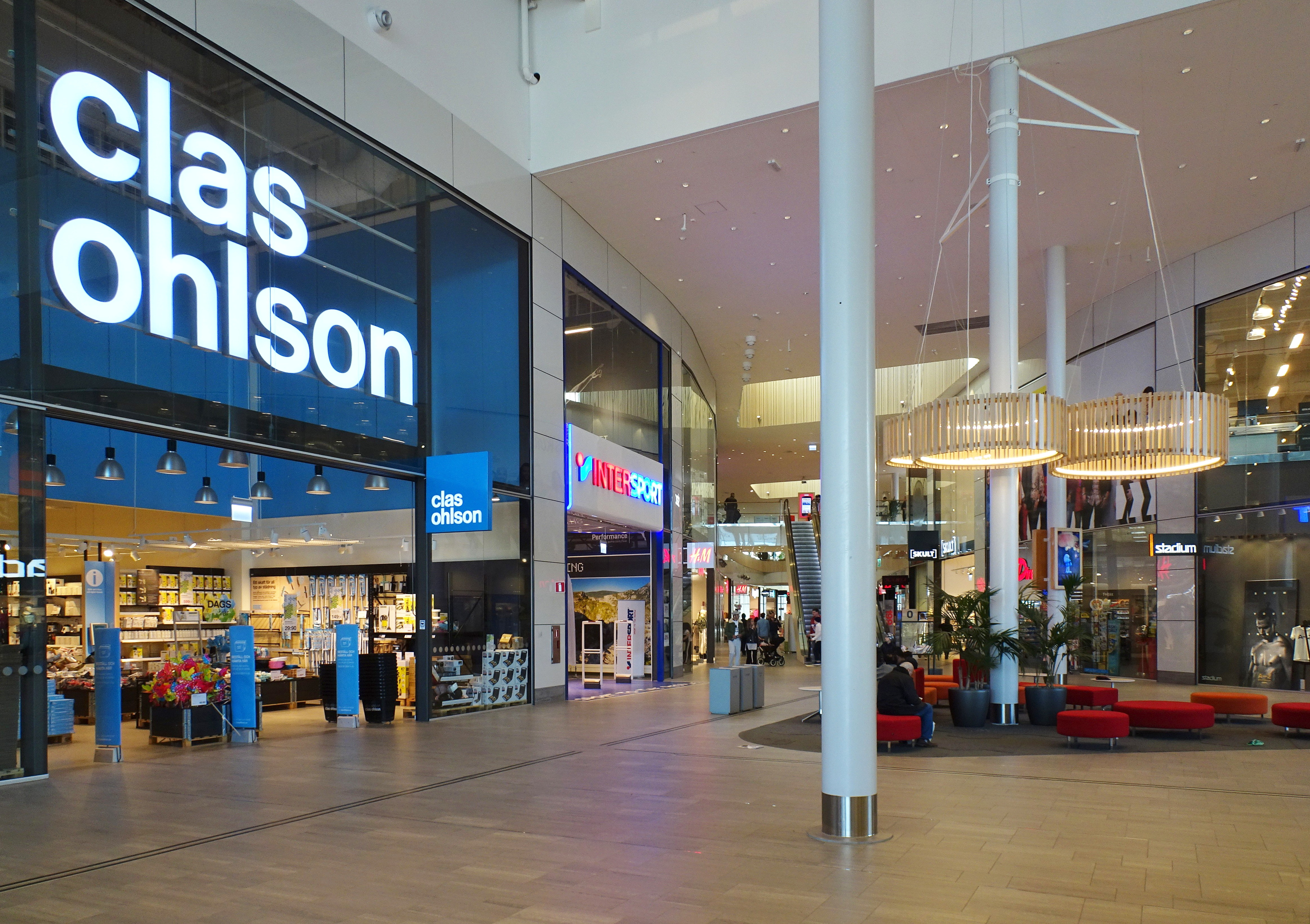
Clas Ohlson i Kungens Kurva, 2017.

Clas Ohlson Aktiebolag är ett svenskt detaljhandelsföretag med huvudkontor i Insjön i Dalarna. Företaget grundades 1918 av Clas Ohlson (1895–1979). Försäljning och service sker via cirka 200 butiker i Sverige, Norge, Finland, samt e-handel, telefon och sociala medier. Produktsortimentet består av omkring 15 000 artiklar inom bygg, el, fritid, hem och multimedia. Dessa fanns beskrivna i Clas Ohlsons årliga produktkatalog, som ej längre ges ut, och har ersatts av företagets webbplats.

## Företagshistoria
Se huvudartikel : Clas Ohlsons framväxt.
Clas Ohlson startades 1918 i Spaxstugan byn Holen i Åhl som en kombinerad cykelverkstad och postorderföretag med försäljning av tekniska handböcker. 1920 införskaffades en ny lokal i stationssamhället Insjön och sedan postorderverksamheten började bära sig bättre övergavs verksamheten med cykelverkstad 1921. En ny affärsbyggnad uppfördes åter 1925, vilken sedan byggdes ut i etapper 1942, 1956 och 1965–1966. Från 1921 upptogs även kameror och elektronik i katalogen, och snart blev elektronik, byggsatser och liknande produkter de viktigaste produkterna. 1971 öppnades ett nybyggt varuhus i Insjön.
Fram till 1980-talet var postorder företagets huvudsakliga verksamhet. Första butiken utanför Insjön öppnades 1989 i centrala Stockholm. 1991 öppnades den första norska butiken i Oslo och 2002 var det dags för den första butiken i Finland. I november 2008 öppnade Clas Ohlson en butik i London. Clas Ohlson har även haft butiker i Förenade arabemiraten.
I maj 2016 öppnades en butik i Hamburg, den första i Tyskland. 
I december 2018 meddelade företaget att alla tyska och nästan alla brittiska butiker ska stängas.
Clas Ohlson AB är sedan 1999 noterat på Nasdaq OMX Stockholm.

### Clas Ohlson-museet
Intill Clas Ohlsons huvudbutik i Insjön ligger Clas Ohlson-museet. Där finns bland annat handböcker och kataloger från 1920-talet och framåt, bänkbandsågar, grammofoner, fotoutrustningar, kajaker, radiomottagare och hundratals andra produkter att beskåda.

## Sortiment
Clas Ohlson köper många av sina produkter från Asien och länder som Kina.  Clas Ohlson säljer varor med bland annat egna varumärken, t.ex. Cotech, Asaklitt, Capere, Cocraft, Coline, Exibel, Gavia, North light, Pro Aqua, Prologue och Sang.

## Etik och hållbarhet
Efter att i början av 2005 fått kritik av Swedwatch för att företaget inte ställer tillräckligt hårda etiska krav på sina leverantörer inledde företaget en process med ambitionen att bli bättre på detta. Detta har lett till att bland annat Banco Fonder klassar Clas Ohlson som ett etiskt företag.